# 拉阿魯哇族

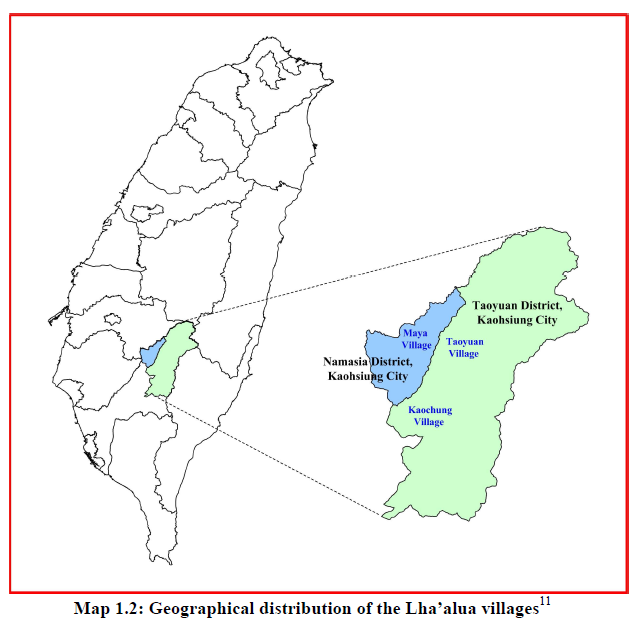
拉阿魯哇族於高雄市桃源區（綠色）與那瑪夏區（藍色）之分布

拉阿魯哇族（IPA：[ɬaʔaɾua]，書寫系統制定前慣以 拼之），舊稱沙阿魯阿族，清代文獻稱為四社生番，是中華民國政府認定的臺灣原住民族16族之一。主要分佈於高雄市桃源區，向內政部申報族群人口者約477人，傳統語言為拉阿魯哇語，但通用語是布農語。
以往被政府官方錯誤歸類為鄒族的一支，和卡那卡那富族合稱「南鄒」，中華民國政府於2014年6月26日承認其為台灣原住民族的第15族。

## 簡介
傳統拉阿魯哇族由排剪社（Paiciana）、美瓏社（Vilanganʉ）、塔蠟袷社(（Talicia）、雁爾社（Hlihlala）組成，因此古稱「四社番」或「四社生番」，於日治時期，相傳塔蠟袷社族人因為交通不便，紛紛移居至排剪社居住，而至民國90年附近，發現那瑪夏區瑪雅里有部分族人居住，其遷移過程已不可考，故以那爾瓦社(na'ʉvuana)稱之。拉阿魯哇族在日治時代就被政府歸類為鄒族，戰後亦沿用此分類至今。但學界在日治時代即對兩族群的分合各持不同意見。伊能嘉矩、鳥居龍藏等學者根據語言與風俗習慣的異同，將鄒族視為單一族群，但對族群內部的區分並不一致；小川尚義則由比較語言學的觀點，將鄒族、卡那卡那富族、拉阿魯哇族視為三個獨立的族群。分族後，拉阿魯哇族族人認為在語言、習俗上都與鄒族不同，因此發起正名運動及連署活動，並於2014年6月26日正式獨立為一族。

## 分布
目前族人主要分布於高雄市桃源區的桃源里桃源部落kalʉvʉnga（屬雁爾社）、四社部落tanguhla（屬雁爾社），高中里高中部落rʉhlʉcʉ（屬排剪社）、高中二部落papanara paiciana（屬排剪社）、草水部落sʉhlʉnganʉ（屬排剪社）、美蘭部落su'aci（屬美瓏社），以及那瑪夏區的瑪雅里na'ʉvʉana（屬那爾瓦社），少部分族人因為就學就業等需求，遷移至都會區或其他地區。

## 祭儀

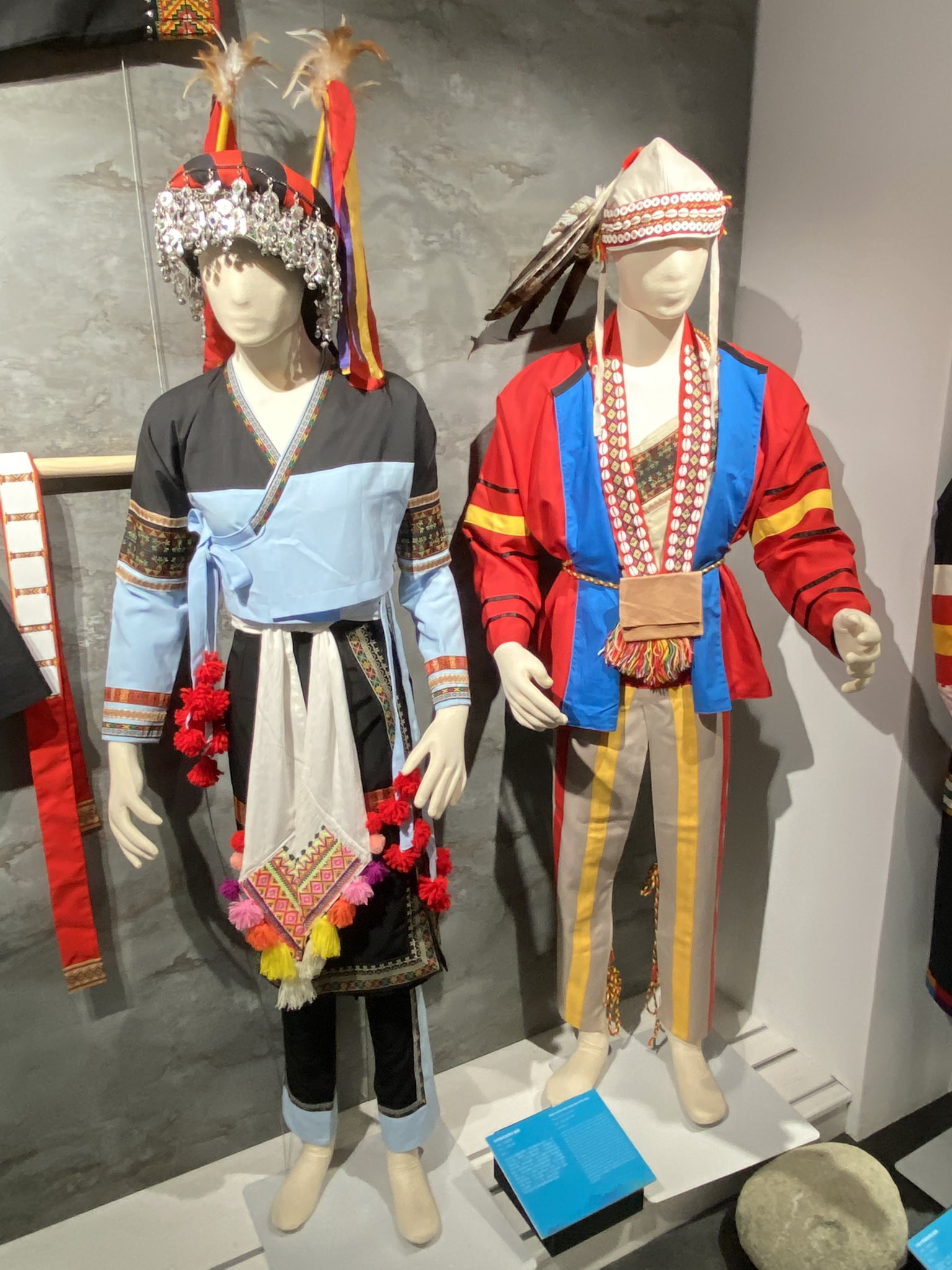
拉阿魯哇族服飾

拉阿魯哇族最重要的祭儀是（舊稱貝神祭，現稱聖貝祭），原為2年舉辦一次，但為了文化傳承，自1994年起改為每年舉行。
貝神祭之由來：很久前hla'alua（拉阿魯哇人）與kavurua（小矮人嘎夫魯阿）曾經同住在hlasʉnga（日昇之地；東方之山）這個地方，而takiiarʉ（貝神）是小矮人的守護神。小矮人與拉阿魯哇族人相處非常的融合，有一天拉阿魯哇的祖先要離開hlasʉnga，小矮人很難過，於是當拉阿魯哇族人要離開時，就把他們最珍惜的寶物─貝神贈送給拉阿魯哇祖先，並且交代拉阿魯哇族人要把貝神奉為自己的神來祭拜，於是十二貝神從此就成為拉阿魯哇的神了。
貝神共有12個，各有祂們的名稱，分別為：
1. Pavaasu（勇猛神）：能保護族人成為勇士。
2. Paumala papa'a （狩獵神）：能保佑族人狩獵時都能獵到獵物。
3. Pamahlatʉra（健康神）：能保佑族人身體健康強壯。
4. Paumala aanʉ（食物神）：能保佑族人每年都有豐富的食物可用。
5. Hlalangʉ 'ihlicu（驅魔神）：能驅逐妖魔永不附身。
6. Patama'iiarʉ（勤勞神）：能保佑族人勤勞工作。
7. Pamavahlaʉvaʉ（平安神）：能保佑族人做任何事均能相安無事。
8. Kupamasavaʉ（驅懶神）：能驅離族人的懶惰。
9. Paumala ngahla（狀元神）：能保佑族人出人頭地、成大業、立大業。
10. Pamaiatuhluhlu（守護神）：能守護部落的族人化險為夷。
11. Papacʉcʉpʉngʉ（聰明神）：能保佑族人個個都聰明。
12. Sipakinivaratʉhlausahlʉ（風雨神）：能保佑年年風調雨順、遠離天災。

miatungusu（聖貝祭）是拉阿魯哇人所有祭祀中最重要的祭典，每兩年舉行一次。平常貝神是由raahli（部落首領）保管，頭目會把貝神放在甕中封起來，再把甕埋在家後面，但很神奇的是，不到祭典時，既使貝神被封在甕裡，埋在土裡，卻仍然不見其在存。據說祂們都已經回到hlasʉnga這個地方了，但是當族人要舉行貝神祭的前十天，部落首領會去看甕裡的貝神是否已回來，果然發現貝神都已經回到甕中，這是不可思議的神奇之事。

## 外部連結
- 行政院原住民族委員會 （页面存档备份，存于）
- 拉阿魯哇族 臉書專頁 （页面存档备份，存于）